# Alcibiade
Pour les articles homonymes, voir Alcibiade (homonymie).
Alcibiade, en grec ancien Ἀλκιϐιάδης / Alkibiádēs, est un stratège et un général athénien, né en 450 av. J.-C. et mort en 404 av. J.-C. Personnalité haute en couleur qui a fasciné ses contemporains, il réunit une naissance aristocratique, un patrimoine important de grandes propriétés foncières, une intelligence reconnue et une beauté enviée. 
Adopté par Périclès dont il est cousin par sa mère, il est, dans la seconde moitié du Ve siècle av. J.-C., l'une des personnalités politiques les plus importantes du monde grec. Il est considéré comme étant un disciple de Socrate. Sa vie adulte se confond avec la guerre du Péloponnèse, conflit majeur qui oppose Athènes à Sparte de 431 à 404 et voit la ruine finale de l'empire athénien : au cours de ces années, Alcibiade combat alternativement dans l'armée athénienne, dans le camp spartiate et chez les satrapes perses. Il devient dès l'Antiquité un personnage littéraire qui inspire les écrivains.

## Biographie

### Origine et jeunesse
Alcibiade fait partie de la grande noblesse athénienne : il est le fils aîné de l'Eupatride Clinias, du dème de Scambonide, et de Dinomaque, fille de l'Alcméonide Mégaclès, oncle maternel de Périclès. Il vient du dème de Scambonide et appartient à l'une des plus éminentes familles aristocratiques d'Athènes. Il est adopté par son tuteur Périclès, qui lui donne pour pédagogues son frère Ariphron et le physiognomoniste thrace Zopyre. Pronomos, maître d’Alcibiade en musique, voit son élève lui refuser d’apprendre à jouer de l'aulos pour le même motif qu’Athéna — c'est-à-dire qu'il déforme le visage lorsqu’on en joue. Cet événement précipite le déclin de l’instrument.

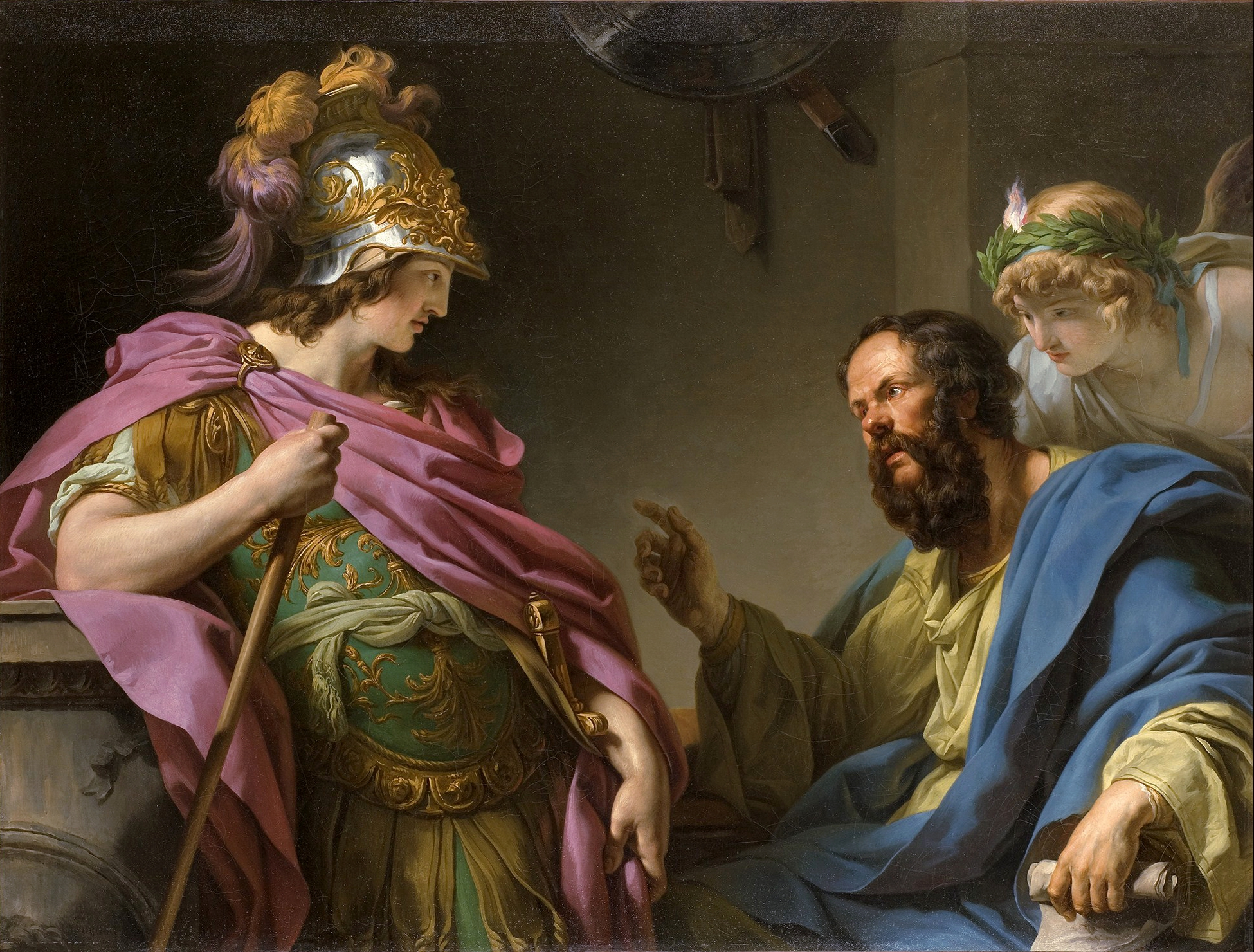
Alcibiade et Socrate (François-André Vincent, Musée Fabre)

Tous les auteurs anciens s'accordent sur la nature exceptionnelle d'Alcibiade, doué de toutes les qualités : beauté,,, haute noblesse, richesse, intelligence. Libertin, il est le disciple, l'ami et l'amant occasionnel de Socrate, ; c'est dans la bouche d'Alcibiade que Platon place son portrait de Socrate dans Le Banquet ; dans son Gorgias, Platon fait également dire à Socrate qu'il aime Alcibiade. Ils ont été compagnons d'armes, et Socrate lui sauve la vie en 432 av. J.-C. lors de la bataille de Potidée. Alcibiade défend à son tour le philosophe après la bataille de Délion en 424 av. J.-C.. Il convient de noter qu'Isocrate dément qu'Alcibiade a été le disciple de Socrate.
Des documents de l'époque mentionnent la bisexualité d’Alcibiade — un trait répandu dans la société à laquelle il appartient — en ces termes : « Lorsqu'il était jeune, il détournait les maris de leurs épouses, et lorsqu'il était plus âgé, il détournait les femmes de leurs maris. ».
Alcibiade mène la vie de la jeunesse dorée d'Athènes, multipliant les frasques. Connu dès l'enfance pour son insolence, il aime les dépenses somptuaires et n'hésite pas à provoquer des scandales publics : l'anecdote la plus célèbre rapporte qu'il a coupé la queue de son chien, simplement pour que les Athéniens parlent de la queue de son chien plutôt que de lui. Ses amours, nombreuses, lui valent souvent la réprobation publique et se mêlent à la politique, quand, par exemple, il fait un enfant à la femme du roi de Sparte, Agis II. Suivant un récit de Théophraste, Archestrate a écrit que « La Grèce n’aurait pu supporter deux Alcibiade ». Ce qui choquait le plus chez Alcibiade, c'était une grande insolence, beaucoup de luxe et de vanité.

### Entrée dans la vie politique

Les alliances dans le monde grec à la veille de la guerre du Péloponnèse en 431 av. J.-C.

La vie adulte d'Alcibiade s'étend tout au long de la guerre du Péloponnèse (Alcibiade étant âgé d'à peu près dix-neuf ans à ses débuts), conflit de près de trente années qui oppose Athènes et ses alliés de la Ligue de Délos à Sparte et sa Ligue du Péloponnèse. Ce conflit, né de l'impérialisme athénien, oppose également deux régimes politiques : Athènes impose dans les cités la démocratie, quand Sparte propage l'oligarchie. Périclès, le tuteur d'Alcibiade, est jusqu'à sa mort en 429 av. J.-C., le principal stratège d'Athènes pendant cette période (431-404).
Après les dix premières années de la guerre, en 421 av. J.-C., une volonté de paix s'affirme dans les deux camps ; à Athènes, c'est Nicias qui convainc ses concitoyens de la signer. La même année, Argos, cité neutre dans le conflit, voit sa trêve avec Sparte arriver à échéance, et les yeux se tournent vers elle pour savoir quel parti elle prendra. Nicias défend l'idée que la paix avec Sparte doit se maintenir et que les deux principales cités de Grèce doivent se mettre d'accord sur le sort d'Argos. Mais certaines des clauses de la paix sont inapplicables et les négociations se révèlent tortueuses de la part de Corinthe. Alcibiade suggère habilement une attitude contraire : doutant de la loyauté de Sparte au traité de paix, il propose et obtient une alliance défensive avec Argos à laquelle se joignent Mantinée et Élis. Il s'agit de la première victoire politique d'Alcibiade. Il est élu stratège pour l'année 420 av. J.-C. Pourtant, il n'est pas réélu stratège en 418 av. J.-C. ; la rivalité et le conflit qui opposent Nicias et Alcibiade se reflètent dans les divisions sociales des Athéniens, dont la population urbaine s'oppose à la pacifique population rurale ; c'est ainsi qu'Alcibiade est menacé d'ostracisme en 417 par le démagogue Hyperbolos qui rivalise avec Alcibiade pour prendre la tête de la faction rurale ; Plutarque rapporte comment Hyperbolos fut ostracisé en 417 grâce à une entente entre Nicias et Alcibiade, qui devaient être les protagonistes de l’ostracophorie cette année-là ; au dernier moment, leurs partisans à tous les deux prirent peur et s'unirent en votant contre l'homme politique, pris à son propre piège. Cet ostracisme truqué marqua le dernier usage de l'institution. Il faut attendre l'expédition de Sicile pour qu'Alcibiade devienne un personnage inévitable de la politique grecque.

### L'Expédition de Sicile et les scandales
La réputation d'Alcibiade grandit juste avant l'expédition, quand, en 416 av. J.-C., il engage sept chars dans la course à Olympie, et remporte trois prix, dont le premier et le deuxième ; les fêtes qui suivent, alimentées par les nombreux cadeaux offerts par les différentes cités, trouvent leur apogée dans une procession fastueuse à travers la ville.
C'est auréolé de cette gloire qu'il propose à l'Assemblée une expédition en Sicile : le but avancé était de répondre à l'appel de leur alliée Ségeste, menacée par sa voisine Sélinonte. Pourtant, Thucydide n'y voit qu'un prétexte et admet que le véritable objectif athénien est de soumettre toute la Sicile ; cet assujettissement permettrait à Athènes de contrôler l'approvisionnement du Péloponnèse en blé sicilien et par là de faire pression sur Sparte, ainsi que d'ouvrir la voie à la constitution d'un empire occidental en Italie, à Carthage et en Libye. L'Assemblée vote alors l'envoi de soixante vaisseaux, commandés par Alcibiade, Nicias et Lamachos. Nicias s'oppose pourtant fermement à l'idée d'une expédition et réussit à faire revoter l'assemblée sur le sujet. Il plaide contre Alcibiade, son jeune âge et son intérêt personnel à une expédition, et souligne les risques pour la paix et la stabilité d'Athènes en général. Alcibiade répond et assume sa personnalité, le faste de son écurie et sa supériorité ; il défend l'impérialisme et affirme que les risques de l'expédition sont limités. Nicias reprend la parole et insiste sur les forces importantes des cités siciliennes : le succès nécessiterait de mobiliser tout l'Empire et toutes les ressources financières d'Athènes. Erreur psychologique : l'effet est contraire à celui qu'il recherchait, et l'Assemblée vote finalement l'envoi de  cent vaisseaux.
Pourtant, Alcibiade ne quitte pas Athènes l'esprit serein. Un scandale avait touché la cité peu de temps auparavant : tous les hermès, statues du dieu Hermès qui marquent les limites des propriétés publiques et privées, avaient été mutilés ; la population s'était émue du sacrilège, de mauvais augure juste avant le départ de l'expédition, et la justice avait appelé à la dénonciation des coupables de la mutilation des hermès, appelés hermocopides, et de tout autre sacrilège. Alcibiade n'est pas mêlé aux hermocopides, mais le démocrate Androclès le dénonce pour un autre scandale, une parodie des mystères d'Éleusis, et réussit à mêler les deux affaires, pourtant distinctes. Alcibiade demande à être traduit en justice rapidement, afin de partir pour la Sicile avec la confiance de ses soldats, mais ses adversaires obtiennent qu'il quitte Athènes avec la flotte, et qu'on le juge à son retour. Le grand départ a lieu vers juin 415. Une nouvelle dénonciation arrive en son absence : Alcibiade aurait eu le premier rôle, celui de hiérophante, c'est-à-dire de prêtre, dans cette parodie. Il est alors condamné à mort par contumace, ses biens sont confisqués, son nom est inscrit sur une stèle d'infamie et on prononce des imprécations officielles contre lui. Le navire officiel, la Salaminienne, est envoyé en Sicile chercher Alcibiade et d'autres accusés ; sur le chemin du retour vers Athènes, près de Thourioï, le bateau d'Alcibiade fausse compagnie à son escorte : Alcibiade est désormais exilé.
Selon Lucien de Samosate, dans Les Amours, c'est ivre qu'Alcibiade s'est rendu coupable d'avoir mutilé les statues des dieux et trahi les mystères d'Eleusis. Jacqueline de Romilly le juge avec indulgence : coupable de s'être moqué imprudemment et irrévérencieusement d'un rite sacré, peut-être, mais membre d'un complot oligarchique ou aspirant à la tyrannie, comme les Athéniens ont semblé le craindre, non. Sa défection a des conséquences désastreuses sur l'expédition de Sicile et sur la position athénienne d'une manière générale : l'expédition a bien été une imprudence et la force des Siciliens sous-évaluée, mais, en se privant de celui qui les avait convaincus de lancer cette expédition et qui avait toutes les qualités pour la réussir, les Athéniens fragilisent grandement leur armée, et préparent la défaite de 413.

### Dans le camp spartiate
Après avoir songé à Argos, Alcibiade choisit finalement pour terre d'exil, dans l'hiver 415-414 av. J.-C., Sparte, où l'invite un de ses amis, Endios. Sparte est l'ennemi même d'Athènes, et il l'aide efficacement dans la guerre contre sa patrie : individualiste, Alcibiade, qui n'a pas réussi à mettre Athènes au service de ses ambitions, n'hésite pas à se retourner contre elle. Il conseille d'abord aux Lacédémoniens d'envoyer en Sicile une armée de marins et d'hoplites : c'est Gylippe qui la commande et anéantit l'armée athénienne, tuant Nicias et Démosthène qui avait été envoyé en renfort. Il suggère ensuite de fortifier une position sur le territoire même de l'Attique : les Spartiates s'installent donc à Décélie au printemps 413 et tirent un avantage important de cette situation jusqu'à la fin de la guerre en 404 ; en effet, tout en menaçant constamment Athènes, qui n'est qu'à 20 km, ils fragilisent sérieusement son économie : de nombreux domaines sont perdus ainsi que les revenus des mines du Laurion, l'argent envoyé par les alliés baisse et le ravitaillement devient difficile depuis l'Eubée.
Enfin, Alcibiade conseille aux Lacédémoniens d'attaquer Athènes au cœur de son empire, c'est-à-dire dans les riches cités d'Asie mineure et des îles proches ; certaines commencent déjà à s'émanciper de la tutelle athénienne. Il obtient le commandement d'une ambassade, part pour l'Ionie et convainc de faire défection Chios, Érythrées, Clazomènes, Téos, Milet, et peut-être Éphèse. Grâce à lui, un premier accord est signé entre Sparte et Tissapherne, satrape de Sardes et de toute l'Ionie. Malgré ces revers, Athènes semble reprendre la main dans la région ; Sparte doute alors de la loyauté d'Alcibiade et son assassinat est commandité, peut-être par le roi Agis II, avec la femme duquel Alcibiade aurait eu une aventure. Alcibiade a vent du projet, abandonne Sparte et entre au service de Tissapherne.

### En Asie Mineure
Alcibiade change donc une nouvelle fois de camp. Il réussit même à prendre un véritable ascendant sur Tissapherne et prépare son retour à Athènes. Il le convainc d'adopter une politique d'entre-deux et de ne favoriser ni Sparte, ni Athènes, et ainsi d'« user les Grecs contre eux-mêmes, avec des frais limités et sans mettre en jeu sa sécurité propre. » Tissapherne diminue les sommes qu'il donne aux Péloponnésiens, ne livre pas des bateaux qu'il devait fournir à Sparte et finalement se fâche avec des conseillers envoyés par Sparte.
Pourtant, Alcibiade cherche à rentrer à Athènes. En 411, il contacte les Athéniens de Samos et leur annonce que Tissapherne est prêt à s'allier à Athènes, à la condition qu'elle abandonne son régime démocratique. Ils acceptent et envoient à Athènes un certain Pisandre, qui suggère l'établissement d'une « politique plus sage », c'est-à-dire le passage à l'oligarchie. Les Athéniens ne veulent ni renverser la démocratie ni rappeler Alcibiade mais envoient cependant Pisandre négocier auprès de Tissapherne ; mais les exigences de ce dernier, présentées par Alcibiade, sont inacceptables, et aucun accord n'est en vue ; l'oligarchie s'installe pourtant à Athènes. Cependant, Samos, qui avait lancé ce mouvement vers l'oligarchie, revient à la démocratie et rappelle Alcibiade, qui soutient désormais lui aussi la démocratie.
Il agit alors en chef mesuré : il se rend à nouveau chez Tissapherne pour s'assurer qu'il n'aidera pas Sparte ; quand une délégation des Quatre-Cents, le gouvernement oligarchique d'Athènes, arrive à Samos, il calme les soldats qui veulent en découdre et partir pour Athènes renverser l'oligarchie. Rapidement, une démocratie modérée s'installe à nouveau à Athènes et on vote le retour d'Alcibiade : il attend pourtant quatre ans avant de rentrer, voulant s'assurer que la situation y est stable et remporter quelques succès qui lui permettent de se présenter en sauveur.
La guerre s'est cette fois déplacée vers l'Hellespont : Alcibiade joue un rôle décisif dans les victoires navales d'Abydos et de Cyzique (410). Il ne néglige pas de renforcer les revenus athéniens, bien entamés par la prise de Décélie, qu'il a conseillé aux Spartiates de renforcer, et la perte de l'Eubée : il soumet Cyzique, Chalcédoine et Sélymbria, et leur impose de verser tribut. Quand Athènes et Tissapherne signent un accord à propos de Chalcédoine, Tissapherne exige que ce soit Alcibiade qui jure. Enfin, en 409, il prend possession de Byzance, et entre triomphalement au Pirée pendant que Chrysogonos – vainqueur à Delphes – l’accompagne.

### Retour à Athènes, dernières fuites et mort
En 407, il est de nouveau élu stratège et rentre à Athènes. L'accueil est triomphal, ses biens lui sont rendus et on rétracte les malédictions qui avaient été prononcées contre lui. Il rétablit la procession par terre vers Éleusis à l'occasion des mystères, qui avait été supprimée à cause de la proximité du fort de Décélie, offrant ainsi un succès symbolique à Athènes. Il part en octobre pour l'Ionie ; il laisse sa flotte à Notion, près d'Éphèse, sous le commandement de son pilote Antiochos, pour aller aider son collègue Thrasybule qui assiège Phocée. Malgré l'ordre de ne pas attaquer, Antiochos pénètre dans le port d'Éphèse où se tient la flotte péloponnésienne commandée par Lysandre, qui reçoit le soutien financier du fils du roi de Perse, Cyrus le Jeune. La défaite de Notion entraîne la destitution d'Alcibiade et des autres stratèges. Il décide de s'enfuir dans quelques fortins qu'il possède en Thrace.
Alcibiade se trouve alors près de l'Hellespont où les armées ennemies s'apprêtent à se rencontrer à nouveau. Alors que la flotte spartiate de Lysandre est stationnée à Lampsaque, sur la rive sud, les navires athéniens mouillent à Aigos Potamos sur la rive nord. Alcibiade vient à la rencontre des stratèges athéniens, critique leur position et suggère un plan d'attaque ; il n'est pas écouté et la défaite d'Aigos Potamos marque la ruine finale d'Athènes dans la guerre du Péloponnèse.
Dès lors, Alcibiade est à nouveau en danger, même dans sa retraite thrace : il est frappé d'exil par les Trente, et ne peut pas se réfugier à Sparte. Il s'abrite finalement chez le satrape perse Pharnabaze en Bithynie. Son séjour est court : quelques semaines après son arrivée, il s'enfuit vers l'est et trouve la mort dans un village de Phrygie, Mélissé. Athénée rapporte que le tombeau d’Alcibiade est visible à Mélissé, et que tous les ans, on y sacrifie un bœuf, par la volonté de l'empereur Hadrien, qui fit placer sur ce tombeau une statue d'Alcibiade en marbre de Paros. Les sources sont à peu près d'accord sur les circonstances de sa mort : il se trouve dans une maison isolée avec une courtisane, Timandra, et peut-être un autre homme ; les assassins mettent le feu à la bâtisse, Alcibiade sort de la maison un poignard à la main ; comme les meurtriers n'osent pas l'attaquer au corps à corps, il meurt sous les coups de leurs javelots. Athénée de Naucratis rapporte que c'est Théodoté, fameuse hétaïre d'Athènes et la maîtresse d'Alcibiade, qui organise elle-même ses funérailles à Melissé en Phrygie.
Mais la présence d’Alcibiade dans cette région reculée et l'identité des commanditaires de l'assassinat divisent les auteurs : il aurait découvert un complot contre le Roi de Perse ourdi par Pharnabaze, qui le fait tuer ; il aurait séduit une jeune fille de bonne famille et ses frères se seraient vengés sur lui ; il aurait été assassiné par Pharnabaze sur ordre de Lysandre. Enfin, Jacqueline de Romilly imagine que, à l'instar de Thémistocle, il aurait voulu se réfugier auprès d'Artaxerxès II et aurait été rattrapé par l'ordre de Lysandre.

## Alcibiade dans les arts et les lettres

### Dans l'Antiquité
Plusieurs historiens de l'Antiquité livrent des données sur le personnage :
- Thucydide est son aîné d'une dizaine d'années. Il parle d'Alcibiade dans son Histoire de la guerre du Péloponnèse, du livre V à la fin, correspondant aux années -420 à -411 ;
- Xénophon est son cadet. Les Helléniques (I-II) correspondent à la fin de la guerre du Péloponnèse (411 à 404), non relatée dans l'ouvrage de Thucydide. Les Mémorables (I, 2-3) présentent ses souvenirs de Socrate ;
- Diodore de Sicile est postérieur de plus de trois siècles au personnage. Dans sa Bibliothèque historique (XII-XIII), il cite des écrits perdus d'Éphore de Cumes, historien du IVe siècle av. J.-C. ;
- Cornélius Népos est à peu près contemporain de Diodore. Il écrit Des capitaines remarquables des pays étrangers avec un chapitre sur Alcibiade ;
- Plutarque lui est également très postérieur. Il a écrit une Vie d'Alcibiade (comparée à celle de Coriolan dans les Vies parallèles des hommes illustres), mais d'autres renseignements peuvent être trouvés dans la Vie de Lysandre, le général spartiate ;
- Proclus parle d'Alcibiade dans Commentaire sur le Premier Alcibiade.

Parmi les orateurs contemporains qui évoquent Alcibiade, on peut citer :
- Deux discours d'Andocide : Sur son retour[57] raconte son exil ; un discours non authentique, Contre Alcibiade, ne comporte par contre que très peu d'éléments biographiques ;
- Isocrate, plus jeune, qui cite Alcibiade dans son discours Sur l'attelage, composé pour le fils d'Alcibiade ;
- Lysias, dont les discours le mentionnant sont postérieurs à sa mort : Contre Alcibiade, prononcé contre le fils homonyme d'Alcibiade, contient des allusions au père (§ 26-42) ; Sur les biens d'Aristophane (§ 52).

Des philosophes de l'Antiquité grecque le mentionnent, au premier rang desquels se situe Platon qui en fait un interlocuteur de Socrate dans l’Alcibiade majeur, l’Alcibiade mineur et Le Banquet ; dans le Gorgias et dans le Protagoras, il est également cité plusieurs fois. Selon Théophraste, Alcibiade était l'orateur le plus habile à trouver et à imaginer ce qui convenait à son sujet ; mais les idées et les termes les plus propres à les exprimer ne se présentant pas toujours facilement à son esprit, il hésitait souvent, il s'arrêtait au milieu de son discours, ou répétait les derniers mots, afin de penser à ce qu'il devait dire ensuite. Il écrit également qu'Alcibiade était « celui qui saisissait sur-le-champ les occasions et qui semblait inspiré par les affaires, frappait d'étonnement la multitude et s'en rendait facilement le maître ».
Dans Les Grenouilles, Aristophane place dans la bouche de Dionysos la question suivante : « Au sujet d'Alcibiade, quel est votre sentiment à l'un et à l'autre ? » Eschyle et Euripide, à qui la question est adressée, condamnent l'attitude du stratège.

### Dans la littérature moderne

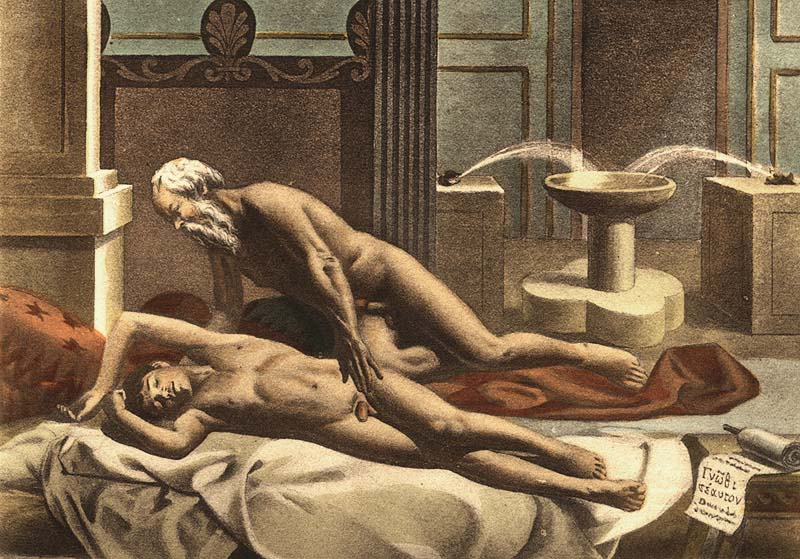
Alcibiade et Socrate par Édouard-Henri Avril, De Figuris Veneris, 1906.

- François Villon, dans la Ballade des dames du temps jadis, fait référence à Alcibiade, considéré comme une femme (3e vers, Archipiada)
- Charles Baudelaire : Les Fleurs du mal, poème sur Alcibiade et Laïs la courtisane
- Antonio Rocco, Alcibiade, enfant à l'école (it), Venise, 1652 : œuvre érotique qui décrit la relation homosexuelle entre un professeur et son élève, sur les modèles de Socrate et Alcibiade
- Thomas Otway, Alcibiades, tragédie, 1675
- Philippe Quinault, Le feint Alcibiade, tragi-comédie, 1658, lire en ligne
- Jean Galbert de Campistron, Alcibiade : tragédie, 1685 (lire en ligne)
- François de Salignac de La Mothe-Fénelon, dans Dialogues des Morts, le convie notamment à disserter avec son maître Socrate au cours de plusieurs échanges, insistant sur la complexité et l'égocentrisme du personnage
- Philippe Poisson, Alcibiade : comédie en trois actes, 1731 (lire en ligne)
- Jean-François Marmontel, Alcibiade, ou le Moi (un des Contes moraux), 1755
- Crébillon fils, Lettres athéniennes, extraites du porte-feuille d'Alcibiade, 1771, lire en ligne, roman épistolaire
- Pierre Choderlos de Laclos, Les liaisons dangereuses (lettre CXLVI, une allusion de Mme de Merteuil à Alcibiade, avec une citation, approximative, du conte de Marmontel), 1782
- Ange-Étienne-Xavier Poisson de La Chabeaussière, Lasthénie ou Une journée d'Alcibiade, comédie en un acte, mêlée de vaudevilles, 1802, lire en ligne
- J. B. Drouet, Un épisode de la vie d'Alcibiade ou l'époux volage dupe de lui-même, comédie en un acte et en vers, 1827, lire en ligne
- Augustin Caminade-Chatenay, Alcibiade : tragédie en cinq actes et en vers, Paris, 1819 (lire en ligne)
- Élie Remignard, Le Chien d'Alcibiade, comédie en un acte et en vers, 1850, lire en ligne
- Alfred Claudel, Alcibiade, comédie en un acte et en vers, 1864, lire en ligne
- Georg Kaiser, Alcibiade sauvé, 1920
- Éric Jourdan, Sans lois ni Dieux : Le Songe d'Alcibiade, H&O, 2006
- Alcibiade apparaît comme personnage important, mais au second plan, dans La Lumière du bonheur, volume 4, paru en 2024, du cycle romanesque La Traversée des temps, d'Éric-Emmanuel Schmitt.

### Dans la musique
- M. Taix (musique), Henri-François Dumolard (livret), Une heure d'Alcibiade, opéra-comique, 1804, lire en ligne
- Alexandre Piccinni (musique), Jean-Guillaume-Antoine Cuvelier et Jean-Martin Barouillet (livret), Alcibiade solitaire, opéra en deux actes, 1814, lire en ligne
- Giacomo Cordella (musique) et Luigi Prividali (livret), Alcibiade, action héroïque en deux actes, 1824
- L. Bonnet (musique), Alexis Mouzin (livret), Chien d'Alcibiade, opérette, 1873, lire en ligne
- Voir aussi poème de Tristan Corbière chanté par Serge Kerguiduff

### Dans les jeux vidéo
- Alcibiade apparaît dans le jeu Assassin's Creed Odyssey, développé par Ubisoft Québec et sorti en 2018.

#### Sources
- Émile Chambry, Émeline Marquis, Alain Billault et Dominique Goust (trad. Émile Chambry), Lucien de Samosate : Œuvres complètes, Éditions Robert Laffont, coll. « Bouquins », 2015, 1248 p. (ISBN 9782221109021), « Les Amours ».
- Xénophon (trad. Pierre Chambry), Les Helléniques : Xénophon, Œuvres complètes, Flammarion, 1967
- (grc + fr) Xénophon (trad. François Ollier), Le Banquet. Apologie de Socrate., Les Belles Lettres, 2014. (1re éd. 1961) (ISBN 9782251003344), p. 21-22.

#### Études et travaux
- Daniel Battesti, Alcibiade entre hybris et tolma (entre démesure et audace) chez Thucydide ? (thèse de doctorat), 2019, [lire en ligne].
- Daniel Battesti, « Intervenir à titre privé dans la diplomatie de sa cité : l’exemple de la paix de Nicias chez Thucydide », Dialogues d'histoire ancienne. Supplément, Besançon, Presses universitaires de Franche-Comté,‎ 2013, p. 39-57 (ISSN 2108-1433 et 2554-4098, OCLC 618202774, DOI 10.3917/DHA.HS90.0039).
- Luc Brisson (trad. du français), Définitions, Éditions Gallimard, 2008 (1re éd. 2006) (ISBN 978-2-0812-1810-9)
- Richard Goulet (dir.) et Luc Brisson, Dictionnaire des philosophes antiques, t. I : Abam(m)on à Axiothea, Paris, éditions du CNRS, 1989, p. 100-101
- Jean Hatzfeld, Alcibiade. Étude sur l'histoire d'Athènes à la fin du Ve siècle, Presses universitaires de France, Paris, 1951.
- Philippe-Joseph Salazar, « Sex and Rhetoric: An Assessment of Rocco’s Alcibiade », Italian Studies in South Africa, 12(2), 1999, 5-19 (au sujet d'un livre vénitien célèbre, du XVIIe siècle, longtemps interdit, composé dans la tradition pédérastique de l'éducation socratique ; l'Alcibiade historique sert de modèle).
- Édouard Will, Le Monde grec et l'Orient : Le Ve siècle (510-403), Presses universitaires de France, coll. « Peuples et Civilisations », 1972, 716 p.

#### Biographies
- (en) Walter M. Ellis, Alcibiades, Routledge, Londres et New York, 1989.
- Antonin Fabre, Alcibiade, cousin de Périclès, Paris, Éditions Magnard, 1967, 256 p.
- Jacqueline de Romilly, Alcibiade ou les dangers de l'ambition, Paris, Tallandier, coll. « Texto », 2008 (1re éd. 1995, Éd. de Fallois), 288 p. (ISBN 979-1-021-04093-9, présentation en ligne).